# Izolovaný bod

"0" je izolovaný bod množiny A = {0} ∪ [1;2], reprezentováno červeně

Izolovaný bod je takový bod množiny {\displaystyle A}, pro který lze naleznout okolí {\displaystyle U_{r}} takové, že neobsahuje žádný jiný bod množiny {\displaystyle A}.

## Definice
Buď {\displaystyle ({\mathcal {M}},\rho )} metrický prostor. Buď potom {\displaystyle A\subset {\mathcal {M}}} množina a {\displaystyle {\mathcal {x}}\in A} její bod. Bod {\displaystyle {\mathcal {x}}} nazveme izolovaným bodem množiny {\displaystyle A} právě tehdy, když existuje {\displaystyle r>0} tak, že {\displaystyle U_{r}(x)\cap A=\{x\}}.

## Vlastnosti
- Pokud je množina {\displaystyle A} tvořena pouze izolovanými body, nazveme ji množinou diskrétní, např. {\displaystyle A=\{1,2,3\}}.
- Pokud množina {\displaystyle A} nemá žádný izolovaný bod, říkáme, že je hustá sama v sobě (anglicky dense in itself), např. množina racionálních čísel {\displaystyle \mathbb {Q} }.
- Pokud je množina hustá sama v sobě a navíc uzavřená, říkáme, že tvoří dokonalou množinu(anglicky perfect set), např. množina reálných čísel {\displaystyle \mathbb {R} }.